# جشنواره بین‌المللی فیلم خیخون
جشنواره بین‌المللی فیلم خیخون (به انگلیسی: Gijón International Film Festival) یک جشنواره سالانه فیلم است که در خیخون، شهری واقع در شمال غربی اسپانیا برگزار می‌شود. این فستیوال در سال ۱۹۸۶ تأسیس شده است.